# Cahnita
La cahnita es un mineral de la clase de los minerales boratos. Descubierto en 1921, fue nombrado por Lazard Cahn (1865-1940), recolector de minerales que primero lo describió.

## Características cristalográficas
Casi siempre son cristales maclados siendo muy raros los aislados, con individuos interpenetrándose simétricamente, en una macla muy característica.

## Formación y yacimientos
Suele encontrarse en el ambiente que fue descubierto, en cavidades en el interior de filones con manganeso atravesando depósitos de minerale de cinc, manganeso y hierro metamorfizados. En este material estaba asociado a otros minerales como: willemita, rodonita, pirocroíta, hedifano, datolita y barita.